# Schemaitisch
Schemaitisch (auch: Samogitisch, schemaitisch: žemaitiu ruoda, litauisch: žemaičių tarmė) ist ein Dialekt der litauischen Sprache, der hauptsächlich in Samogitien, dem westlichen Teil Litauens, gesprochen wird. Es gibt Bestrebungen, das Schemaitische zu standardisieren. Der schemaitische Dialekt ist nicht zu verwechseln mit dem mittleren Dialekt des Litauischen, der in der vom 16. bis 18. Jahrhundert gesprochenen Form gelegentlich auch als Schemaitisch bezeichnet wurde.

## Geschichte

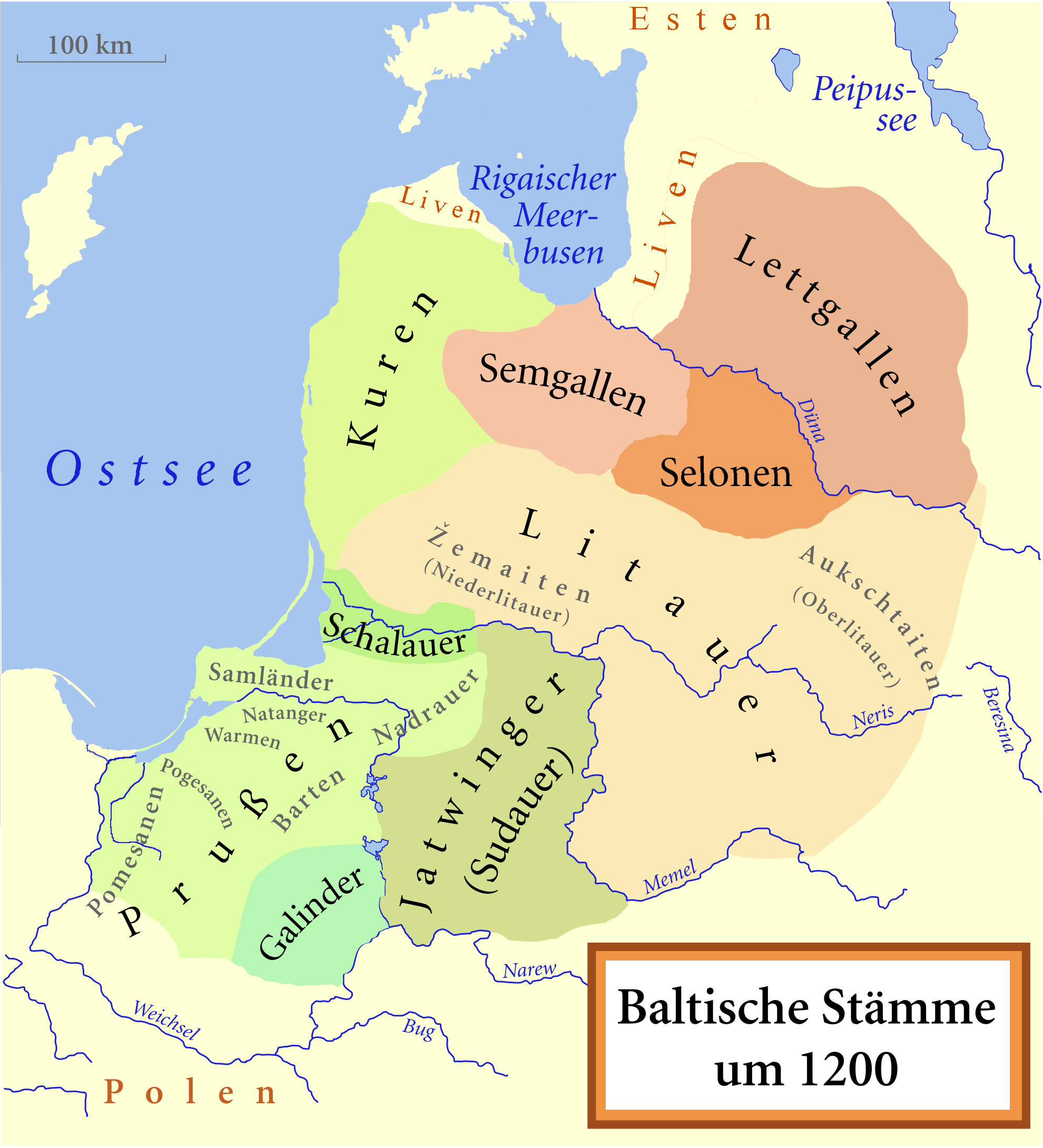
Die Schemaiten und Litauer im Kontext der anderen baltischen Stämme, um 1200

Bis Ende des 19. Jahrhunderts werden die modernen Schemaiten nur als Westschemaiten erwähnt; letztere werden als Abkömmlinge der „litauisierten“ Semgallen (für den südlichen Subdialekt) und der Kuren (für die nördlichen und westlichen Subdialekte) angesehen.
Die frühesten Schriften im schemaitischen Dialekt tauchten im 19. Jahrhundert auf.
Der schemaitische Dialekt, der stark vom Kurischen beeinflusst wurde, entstand aus dem ostbaltischen proto-schemaitischen Dialekt, der sehr nah mit dem aukschtaitischen Dialekt der benachbarten Aukschtaiten verwandt war.
Während des fünften Jahrhunderts wanderten die Proto-Schemaiten von den Niederungen Mittellitauens nahe Kaunas in die Becken von Dubysa und Jūra, wie auch ins Schemaitische Hochland.
Sie verdrängten oder assimilierten die ansässige, Kurisch sprechende baltische Bevölkerung und weiter nördlich das indigene, Semgallisch sprechende Volk.
Im 13. Jahrhundert wurde Samogitien Teil des Großfürstentums Litauen, das von Mindaugas I. gegründet worden war. Litauen eroberte die Ostseeküste vom Schwertbrüderorden. Die Küste war von Kuren bevölkert, wurde aber Teil des Herzogtums Samogitien. Vom 13. Jahrhundert an besiedelten Schemaiten das ehemals kurische Land und vermischten sich für die nächsten 300 Jahre mit dessen Bevölkerung. Die Kuren hatten großen kulturellen Einfluss auf die schemaitische und litauische Kultur, aber sie wurden um das 16. Jahrhundert endgültig assimiliert. Schemaitisch und seine Subdialekte bewahrten viele Eigenschaften der kurischen Sprache, beispielsweise:
- Senkung des protobaltischen kurzen i (i → ė, manchmal e)
- Senkung des protobaltischen kurzen u (u → o)
- Erhaltung des westbaltischen Diphthongs ei (standardlitauisch ie → schemaitisch ėi)
- keine Affrizierung von d', t' zu č, dž (lettisch š, ž)
- spezifische Lexik wie cīrulis („Lerche“), pīle („Ente“), leitis („Litauisch“) und weitere
- Wegfall von Akzenten
- Verkürzung der Endung -as zu -s wie im Lettischen und Prußischen

und etliche weitere hier nicht aufgeführte Eigenschaften.
Die frühesten Schriften in schemaitischem Dialekt erschienen im 19. Jahrhundert. Berühmte Autoren auf Schemaitisch sind:
- Silvestras Valiūnas mit seinem heroischen Gedicht „Biruta“, Erstdruck 1829. „Biruta“ wurde eine Hymne immigrierter litauischer Studenten im 19. Jahrhundert.
- Simonas Stanevičius (schemaitisch Sėmuons Stanevičios) mit seinem Buch „Šešės pasakas“ (Sechs Fabeln), gedruckt 1829.
- Simonas Daukantas (schemaitisch Sėmuons Daukonts), der erste litauische Historiker, der auf Litauisch (bzw. seinem Dialekt) schrieb. Sein Buch „Būds Senovės Lietuviu Kalnienu ir Zamaitiu“ (Brauchtum der alten litauischen Hochlandbewohner und Schemaiten) wurde 1854 gedruckt.
- Motiejus Valančius (schemaitisch Muotiejos Valončios, auch Muotiejos Valontė) mit einem seiner Bücher „Palangos Juzė“ (Joseph von Palanga), gedruckt 1869. „Palangos Juzė“ gilt als das erste geographische Werk auf Litauisch.

## Grammatik
Der schemaitische Dialekt ist hoch-fusional wie auch das Standardlitauische, in dem die Beziehung zwischen Wortarten und deren Rollen in einem Satz durch zahlreiche Flexionen ausgedrückt wird.
Es gibt zwei Genera im Schemaitischen – männlich und weiblich. Relikte eines historischen Neutrums sind nahezu vollständig ausgestorben, während im Standardlitauischen einige isolierte Formen verblieben sind. Diese wurden im Schemaitischen durch maskuline ersetzt. Der schemaitische Akzent ist beweglich, wird aber oft am Wortende weggelassen und wird auch durch einen Tonakzent charakterisiert. Schemaitisch hat einen unterbrochenen Tonakzent wie das Lettische und das Dänische. Der steigende Ton des Standardlitauischen wird ersetzt durch einen Akut.
Schemaitische Nomina haben fünf Deklinationen, Adjektive drei. Nominaldeklinationen unterscheiden sich von den standardlitauischen (siehe nächster Abschnitt). Es gibt nur zwei Verbalkonjugationen. Alle Verben verfügen über die Tempora Präsens, Präteritum, iteratives Präteritum und Futur im Indikativ, Konjunktiv und Imperativ (letztere beide ohne Tempusunterscheidung) und Infinitiv. Die Bildung des iterativen Präteritums unterscheidet sich vom Standardlitauischen. Es gibt drei Numeri im Schemaitischen: Singular, Plural und Dual, der im Standardlitauischen beinahe ausgestorben ist. Die dritte Person aller drei Numeri ist identisch. Schemaitisch hat wie das Standardlitauische ein sehr reichhaltiges Partizipialsystem, das für alle Tempora und beide Diathesen eigene Formen kennt, und mehrere Gerundiumsformen. Nomina und andere deklinierbare Wörter werden in sieben Kasus gebeugt: Nominativ, Genitiv, Dativ, Akkusativ, Instrumental, Lokativ und Vokativ.
Es gibt keine schriftlichen Grammatikregelwerke auf Schemaitisch, da es als Dialekt des Litauischen angesehen wird, aber es gab mehrere Ansätze, seine Schriftform zu standardisieren.

## Linguistische Unterschiede zwischen Schemaitisch und Standardlitauisch
Schemaitisch unterscheidet sich vom Standardlitauischen in der Phonetik, Lexik, Syntax und Morphologie.
Die phonetischen Unterschiede variieren je nach schemaitischem Subdialekt.
Standardlitauisch → Schemaitisch
- i → kurzes ė, gelegentlich e;
- u → kurzes o (in einigen Fällen u);
- ė → ie;
- o → uo;
- ie → langes ė, ėi, ī (y) (West-, Nord- und Süd-Subdialekt);
- uo → ō, ou, ū (West, Nord und Süd);
- ai → ā ;
- ei, iai → ē;
- ui → oi;
- oi (oj) → uo;
- an → on (im südöstlichen Teil an);
- un → on (im südöstlichen Teil un);
- ą → an im südöstlichen Teil, on im Mittelteil und ō or ou im Norden;
- ę → en im südöstlichen Teil, ėn im Mittelteil und õ, ō or ėi im Norden;
- ū → ū und in manchen Fällen un, um;
- ų → in betonten Endungen un und um;
- unbetontes ų → o;
- y → ī (y), gelegentlich in;
- i abgeleitet vom alten ī → ī;
- u abgeleitet vom alten ō (litauisch uo) → ō, ou, ū (West, Nord und Süd)
- i abgeleitet vom alten ei (litauisch ie) → langes ė, ėi, ī (West, Nord und Süd)
- č → t und č unter litauischem Einfluss;
- dž → d und dž unter litauischem Einfluss;
- ia → ė (selten i und e);
- io → ė (selten i und e);
- unbetontes ią → ė (selten i und e);

Der Hauptunterschied besteht in der Verbalkonjugation.
Die iterative Vergangenheitsform wird anders als im Litauischen gebildet: Während im Standardlitauischen die Endung -ti durch -davo ersetzt wird (mirti → mirdavo, pūti → pūdavo), wird im Schemaitischen das Wort liuob vorangestellt.
Die zweite Konjugation ist im Schemaitischen ausgestorben und hat sich mit der ersten vereinigt. Die Reflexivendung im Plural lautet -muos anstelle von -mies, das man aufgrund der standardlitauischen Endung -mės erwarten könnte.
Schemaitisch bewahrte eine Fülle von Überbleibseln der athematischen Konjugation, die im Standardlitauischen nicht erhalten blieb. Die Intonation in der dritten Person Futur ist dieselbe wie im Infinitiv, im Standardlitauischen verschiebt sie sich. Die Konjunktiv-Beugung unterscheidet sich, der Dual ist vollständig erhalten.
Die Unterschiede bezüglich der Nomina sind ebenfalls auffällig:
Die fünfte Nominaldeklination ist beinahe ausgestorben und vermischte sich mit der dritten. Die Pluralkasus und einige Singularkasus der vierten Deklination haben Endungen der ersten (vergleiche schemaitisch Nominativ Singular sūnos, Nominativ Plural sūnā, dagegen litauisch Nominativ Singular sūnus, Nominativ Plural sūnūs). Das Neutrum der Adjektive ist ausgestorben – es wurde durch Adverbien verdrängt, außer šėlt („warm“), šalt („kalt“), karšt („heiß“) – während es im Standardlitauischen erhalten ist. Neutrale Pronomina wurden durch maskuline ersetzt. Die zweite Deklination der Adjektive ist bis auf die Nominativ-Singluar-Endung mit der ersten Deklination verschmolzen. Auch die Pronominalbildung unterscheidet sich von der im Standardlitauischen.

## Andere morphologische Unterschiede
Das Schemaitische besitzt viele Wörter und Ausdrücke, die sich vollständig vom typisch Litauischen unterscheiden, wie beispielsweise:
- kiuocis („Korb“, litauisch krepšys, lettisch ķocis)
- tevs („dünn“, litauisch plonas oder tęvas, lettisch tievs)
- rebas („Rippen“, litauisch šonkauliai, lettisch ribas)

## Subdialekte

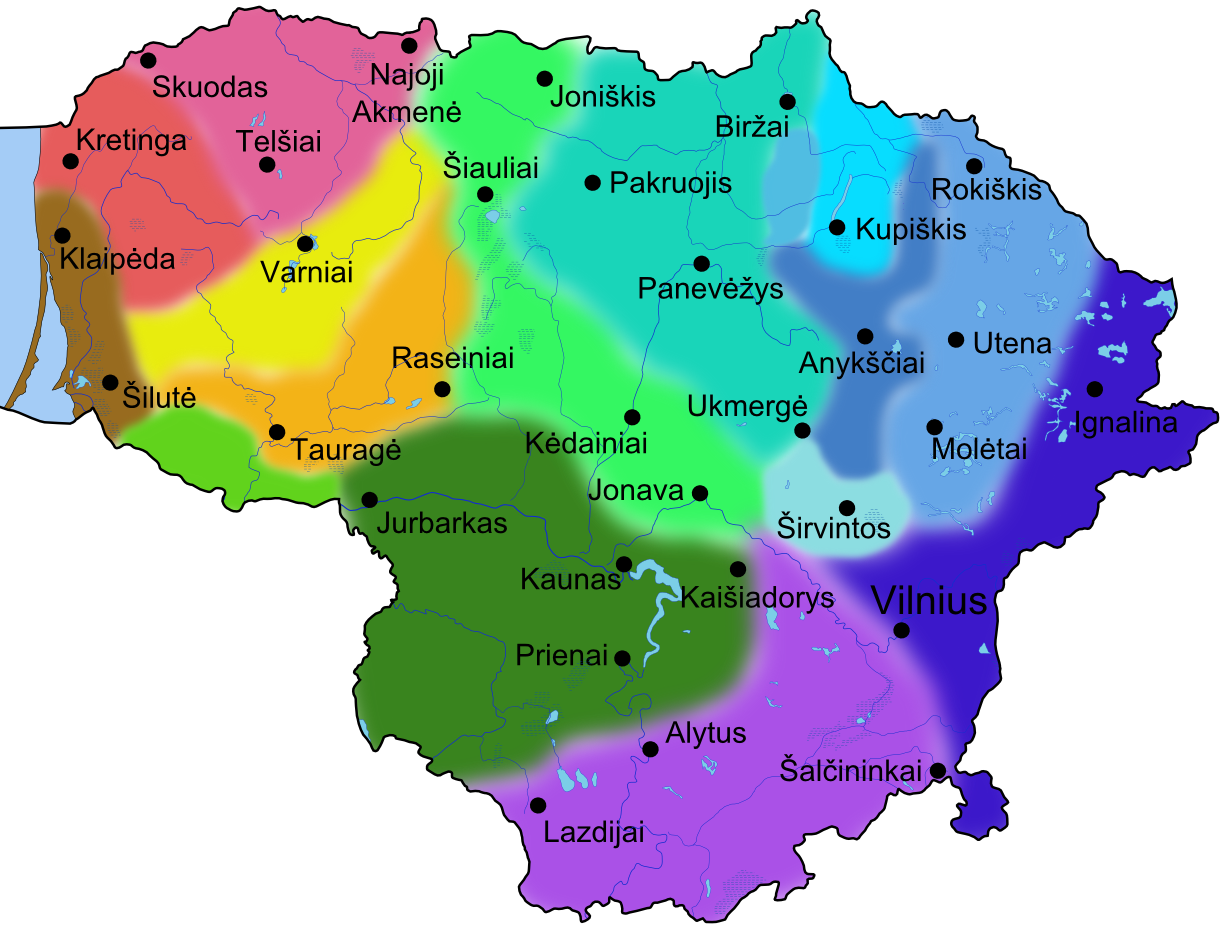
Karte der Dialekte der litauischen Sprache (Zinkevičius und Girdenis, 1965). Zahlreiche Subdialekte des schemaitischen Dialekts sind in gelben, roten und braunen Tönen dargestellt.

Schemaitisch unterteilt sich in drei Haupt-Subdialekte:
1. Nordschemaitisch (gesprochen in der Region Telšiai und Kretinga)
2. Westschemaitisch (ehemals gesprochen in der Gegend um Klaipėda; heute fast ausgestorben, da viele Sprecher nach 1945 vertrieben wurden)
3. Südschemaitisch (gesprochen den Regionen Varniai, Kelmė, Tauragė und Raseiniai)

Historisch werden sie unterschieden anhand ihrer Aussprache des litauischen Wortes Duona („Brot“), was zu den Bezeichnungen Dounininkai (von Douna), Donininkai (von Dona) und Dūnininkai (von Dūna) führte.

## Politische Situation
Der schemaitische Dialekt ist stark rückläufig: Er wird nicht im Schulunterricht verwendet, und es gibt lediglich eine vierteljährlich erscheinende Zeitschrift auf Schemaitisch und keinen Fernsehsender. Es gibt zwar schemaitische Rundfunksendungen in Klaipėda und Telšiai, aber auch die lokale Presse und der sonstige Rundfunk bedienen sich der standardlitauischen Sprache.
Es gibt auch keine schemaitische Literatur, weil Autoren die Standardsprache wegen des größeren Publikums bevorzugen. Es gibt außer denen, die Schemaitisch sprechen, nur wenige, die es auch gut verstehen.
Auswanderung schemaitischsprachiger Menschen wie auch Einwanderung nichtschemaitischsprachiger reduzieren fortlaufend den Kontakt zwischen den Sprechern dieses Dialekts und damit die Flüssigkeit der Aussprache der verbliebenen Sprecher.
Es gibt Bemühungen der Schemaitischen Kulturgesellschaft (Žemaičių Kultūros Draugija), den Verlust des Dialekts zu stoppen: Der Stadtrat von Telšiai stellte schemaitische Straßenschilder an die Wege in Richtung der Stadt, und ein neues Schriftsystem wurde kreiert.

## Schriftsystem
Ein eigenes Schriftsystem für das Schemaitische fand zum ersten Mal in der Zwischenkriegszeit Anwendung, wurde aber in der Sowjet-Ära vernachlässigt, so dass nur ältere Menschen Schemaitisch zu schreiben wussten, als Litauen die Unabhängigkeit wiedererlangte. Die Schemaitische Kulturgesellschaft überarbeitete das System, um es brauchbarer zu gestalten.
Das Schriftsystem benutzt ähnliche Buchstaben wie das Standardlitauische, aber mit folgenden Unterschieden:
- Es gibt keine „Nasalvokale“ (Buchstaben mit Ogonek: ą, ę, į und ų).
- Es gibt zusätzlich zum ū vier zusätzliche Langvokale, die wie im Lettischen mit Makron dargestellt werden: ā, ē, ė̄ und ō.
- Auch das lange i wird mit Makron geschrieben: ī, statt wie im Litauischen y.
- Es gibt zwei zusätzliche Diphthonge, die als Digraphe geschrieben werden: ou und ėi.

Wie schon zuvor war es schwierig, diese neuen Buchstaben zu Zeichensätzen hinzuzufügen; einige ältere schemaitische Texte benutzen Doppelbuchstaben statt Makra, um Langvokale darzustellen: aa statt ā, ee statt ē und so weiter. Heute rät die Schemaitische Kulturgesellschaft von diesen Doppelvokalen ab und rät zur Nutzung des Makrons. Die Nutzung der Doppelvokale wird akzeptiert, wenn Computerschriftarten die schemaitischen Zeichen nicht darstellen können; in diesem Fall wird jedoch für das lange ī kein ii eingesetzt, sondern ein y, wie es im Standardlitauischen üblich ist. Der Apostroph kann zur Darstellung der Palatalisierung verwandt werden, aber auch das i dient gelegentlich – wie im Standardlitauischen – hierzu.
Es wurde ein schemaitisches Tastaturlayout entwickelt.
Das schemaitische Alphabet
| Buchstabe Name | A a [ā]  | Ā ā [ėlguojė ā] | B b [bė] | C c [cė]      | Č č [čė]        | D d [dė]        | E e [ē]         | Ē ē [ėlguojė ē] |
| Buchstabe Name | Ė ė [ė]  | Ė̄ ė̄ [ėlguojė ė̄] | F f [ėf] | G g [gė, gie] | H h [hā]        | I i [ī]         | Ī ī [ėlguojė ī] | J j [jot]       |
| Buchstabe Name | K k [kā] | L l [ėl]        | M m [ėm] | N n [ėn]      | O o [ō]         | Ō ō [ėlguojė ō] | P p [pė]        | R r [ėr]        |
| Buchstabe Name | S s [ės] | Š š [ėš]        | T t [tė] | U u [ū]       | Ū ū [ėlguojė ū] | V v [vė]        | Z z [zė, zet]   | Ž ž [žė, žet].  |

## Beispiele
| Deutsch                        | Schemaitisch            | Litauisch                                                              | Lettisch                            | Lettgallisch            |
| ------------------------------ | ----------------------- | ---------------------------------------------------------------------- | ----------------------------------- | ----------------------- |
| Schemaitisch                   | žemaitiu ruoda          | žemaičių tarmė                                                         | žemaišu valoda                      | žemaišu volūda          |
| Deutsch                        | vuokītiu kalba          | vokiečių kalba                                                         | vācu valoda                         | vācu volūda             |
| Ja                             | Noje, tep               | Taip                                                                   | Jā                                  | Nuj                     |
| Nein                           | Ne                      | Ne                                                                     | Nē                                  | Nā                      |
| Hallo                          | Svēks                   | Sveikas                                                                | Sveiks                              | Vasals                  |
| Wie geht es Dir?               | Kāp gīveni?             | Kaip gyveni / laikaisi / einasi?                                       | Kā tev iet?                         | Kai īt?                 |
| Guten Abend!                   | Lab vakar!              | Labas vakaras / labvakar!                                              | Labvakar!                           | Lobs vokors!            |
| Willkommen                     | Svēkė atvīkė̄i!          | Sveiki atvykę                                                          | Laipni lūdzam                       | Vasali atguojuši        |
| Gute Nacht!                    | Labanakt                | Labos nakties / Labanakt!                                              | Ar labu nakti                       | Lobys nakts!            |
| Auf Wiedersehen!               | Sudieu, vėsa gera       | Viso gero / Sudie(vu) / Viso labo!                                     | Visu labu                           | Palicyt vasali          |
| Guten Tag!                     | Geruos dėinuos!         | Geros dienos / Labos dienos!                                           | Jauku dienu!                        | Breineigu dīnu          |
| Viel Glück!                    | Siekmies!               | Sėkmės!                                                                | Veiksmi!                            | Lai lūbsīs!             |
| Bitte                          | Prašau                  | Prašau                                                                 | Lūdzu                               | Lyudzams                |
| Danke                          | Diekou                  | Ačiū / Dėkui / Dėkoju                                                  | Paldies                             | Paļdis                  |
| Bitte (sehr)                   | Prašuom                 | Prašom                                                                 | Laipni lūdzam                       | Laipni lyudzam          |
| Entschuldigung                 | Atsėprašau              | Atsiprašau / Atleiskite                                                | Atvaino (Piedod)                    | Atlaid                  |
| Wer?                           | Kas?                    | Kas?                                                                   | Kas? (Kurš?)                        | Kas?                    |
| Wann?                          | Kumet?                  | Kada / Kuomet?                                                         | Kad?                                | Kod?                    |
| Wo?                            | Kor?                    | Kur?                                                                   | Kur?                                | Kur?                    |
| Wieso?                         | Diukuo?                 | Kodėl / Dėl ko?                                                        | Kādēļ? (Kāpēc?)                     | Dieļ kuo?               |
| Wie heißt Du?                  | Kuoks tava vards?       | Koks tavo vardas? / Kuo tu vardu?                                      | Kāds ir tavs vārds? (Kā tevi sauc?) | Kai tevi sauc?          |
| Weil                           | Dieltuo                 | Todėl / Dėl to                                                         | Tādēļ (Tāpēc)                       | Dieļ tuo                |
| Wie?                           | Kāp?                    | Kaip?                                                                  | Kā?                                 | Kai?                    |
| Wie viel?                      | Kėik?                   | Kiek?                                                                  | Cik daudz?                          | Cik daudzi?             |
| Ich verstehe nicht.            | Nesopronto              | Nesuprantu                                                             | Nesaprotu                           | Nasaprūtu               |
| Ich verstehe.                  | Sopronto                | Suprantu                                                               | Saprotu                             | Saprūtu                 |
| Hilfe!                         | Padieket!               | Padėkite / Gelbėkite!                                                  | Palīgā!                             | Paleigā!                |
| Wo ist die Toilette?           | Kor īr tuliets?         | Kur yra tualetas?                                                      | Kur ir tualete?                     | Kur irā tualets?        |
| Sprechen Sie Deutsch?          | Rokounaties vuokiškā?   | (Ar) kalbate vokiškai?                                                 | Vai runājat vāciski?                | Runuojit vāciski?       |
| Ich spreche kein Schemaitisch. | Nerokounous žemaitėškā. | Žemaitiškai nekalbu                                                    | Es nerunāju žemaitiski              | As narunuoju žemaitiski |
| Die Rechnung, bitte            | Saskaita prašīčiuo      | Prašyčiau sąskaitą / Sąskaitą, prašyčiau / Sąskaitą, prašau, pateikite | Rēķinu, lūdzu!                      | Lyudzu, saskaitu        |

### Vater unser
Tievė mūsa, katros esi dongou,
Tebūn švėnts Tava vards,
Teatein Tava karalīstė,
Tebūn Tava valė
Kap dongou, tēp ė ont žemės.
Kasdėinėnės dounas douk mums šėndėin
Ėr atleisk mums mūsa kaltės
Kap ė mes atleidam sava kaltininkams
Ė neleisk mūsa gundītė,
Bet gelbiek mumis nu pėkta. Amėn.

## Trivia
Der litauische Beitrag für den Eurovision Song Contest 1999 – der Titel „Strazdas“ (zu Deutsch „die Drossel“) der Sängerin Aistė – war auf Schemaitisch.